# Niccolò Leonico Tomeo

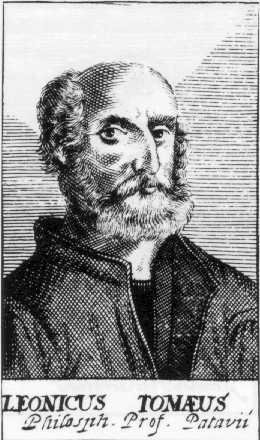
Kupferstich mit dem Porträt des Niccolò Leonico Tomeo

Niccolò Leonico Tomeo, auch Nicholas Leonicus Thomaeus (italienisch Niccolò Leonico Tomeo, albanisch Nikola Leonik Thomeo) (* 1. Februar 1456 in Venedig; † 28. März 1531 in Padua), war ein italienischer Hochschullehrer für Altgriechisch und Philosophie an der Universität Padua.

## Leben und Wirken
Tomeo wurde in Venedig in eine aus Epirus stammenden Familie geboren.
In Florenz studierte er, unter der Lehre von Demetrios Chalkokondyles, griechische Philosophie und Literatur. Im Jahr 1497 ernannte die Universität von Padua Thomaeus zum ersten offiziellen Dozenten für griechische Texte des Aristoteles. Er versuchte unter dem Einfluss von Marsilio Ficino aber auch von Giovanni Pico della Mirandola die Platonische Auffassung von den „eingeborenen Ideen“ mit der aristotelischen Lehre zu verbinden.
Im Jahr 1504 wurde er als Nachfolger von Giorgio Valla auf den Lehrstuhl für die Altgriechische Sprache in Venedig gewählt. Thomaeus wurde aber 1512 von Marcus Musurus abgelöst. Im Jahre 1524 veröffentlichte Thomaeus eine Sammlung philosophischer Dialoge in lateinischer Sprache, von denen die erste den Titel „Trophonius, sive, De divinatione“ trug. Gelehrte wie Desiderius Erasmus zollten ihn für seine philologischen Fähigkeiten Anerkennung; mit stand er in brieflichen Kontakt. Als die Universität von Padua nach den Kriegen der Liga von Cambrai wiedereröffnet wurde, lehrte Thomaeus dort bis zu seinem Tod am 28. März 1531.

## Werke (Auswahl)
- Trophonius, sive, De divinatione. (1524)
- Opuscula. Ex Venetiis, Bernardino Vitali, Venedig 1525.

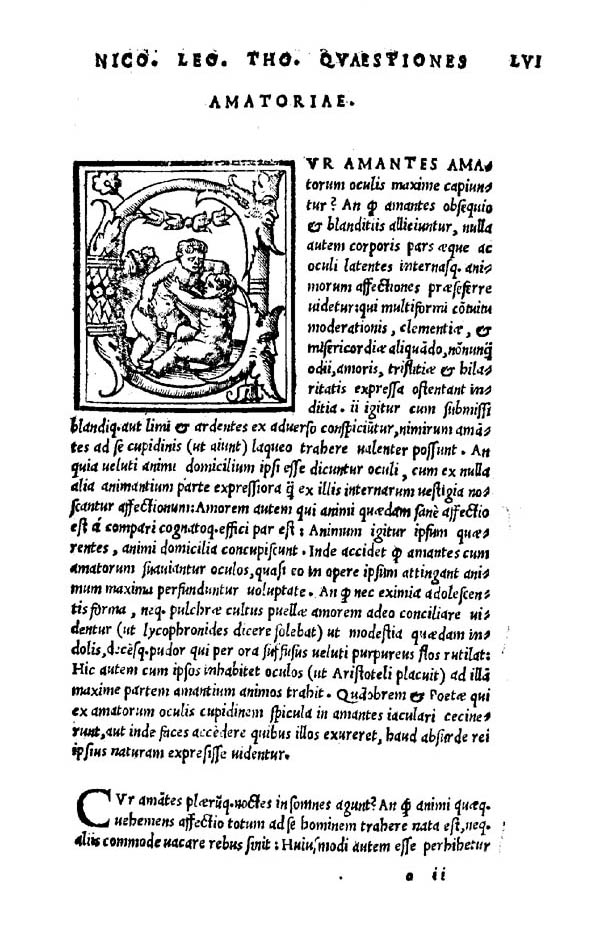
Opuscula nuper in lucem aedita [sic] quorum nomina proxima habentur pagella.

- Aristotelis Parva quae vocant Naturalia. Bernardino Vitali, Venedig 1523
- Conversio in Latinum atque explanatio primi libri Aristotelis de partibus animalium… nunc primum ex authoris archetypo in lucem aeditus.  G. Farri, Venedig 1540
- Bembo sive de immortalitate animae. 1524.